# Ambly-sur-Meuse
Ambly-sur-Meuse ist eine französische Gemeinde mit 241 Einwohnern (Stand: 1. Januar 2022) im Département Meuse in der Region Grand Est (bis 2015: Lothringen). Die Gemeinde gehört zum Arrondissement Verdun, zum Kanton Dieue-sur-Meuse und zum Gemeindeverband Communauté de communes Val de Meuse-Voie Sacrée. 

## Geografie
Ambly-sur-Meuse liegt etwa 17 Kilometer südsüdöstlich des Stadtzentrums von Verdun am Canal de la Meuse und an der Maas (frz. Meuse). Umgeben wird Ambly-sur-Meuse von den Nachbargemeinden Génicourt-sur-Meuse im Norden, Rupt-en-Woëvre im Nordosten, Ranzières im Osten, Troyon im Süden, Tilly-sur-Meuse im Süden und Südwesten sowie Villers-sur-Meuse im Westen. 

## Bevölkerungsentwicklung
| Jahr                       | 1962 | 1968 | 1975 | 1982 | 1990 | 1999 | 2006 | 2019 |
| Einwohner                  | 230  | 263  | 226  | 199  | 227  | 254  | 267  | 241  |
| Quellen: Cassini und INSEE |      |      |      |      |      |      |      |      |

## Sehenswürdigkeiten
- Kirche Saint-Martin, 1789 neu errichtet

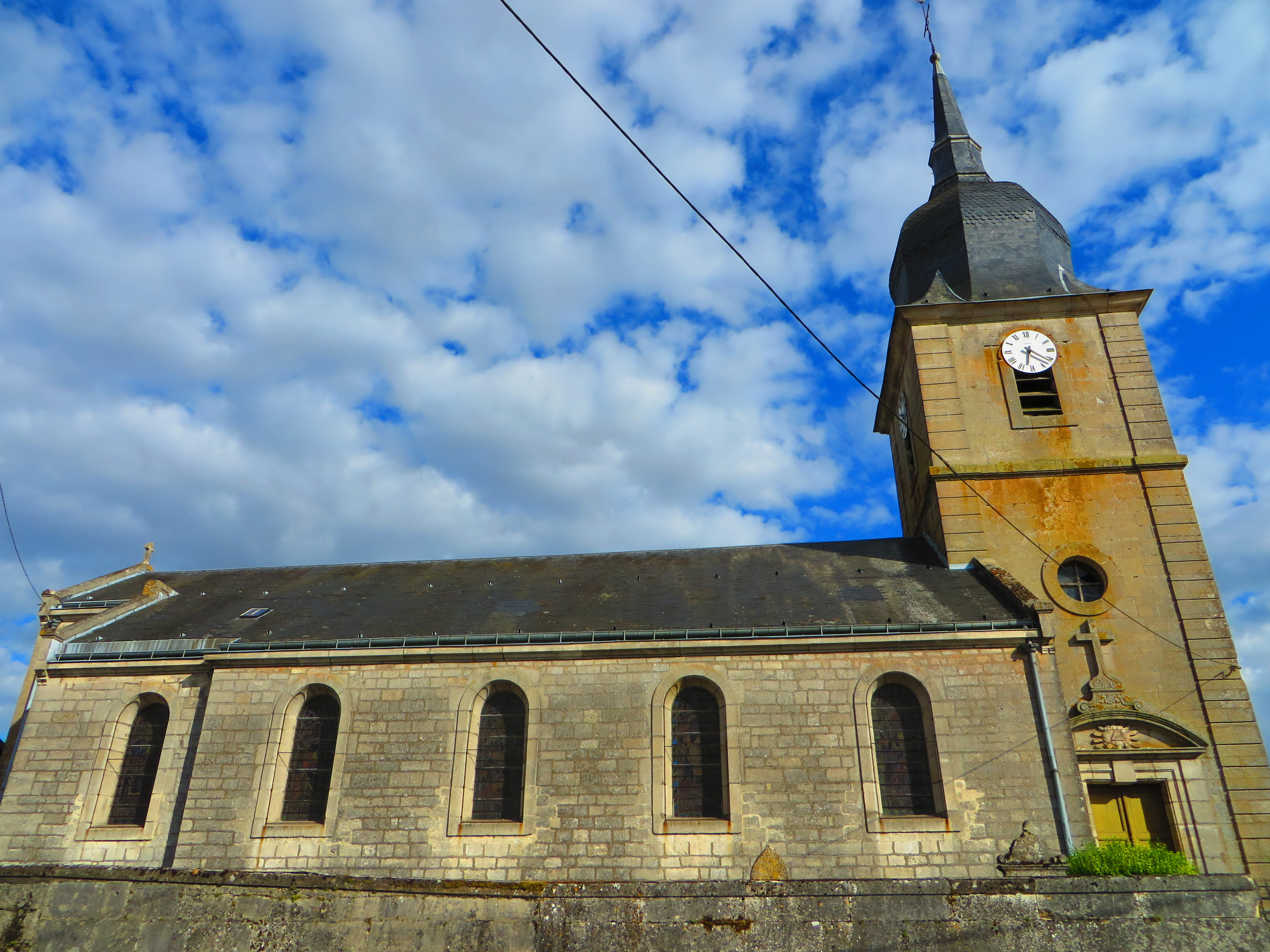
Kirche Saint-Martin

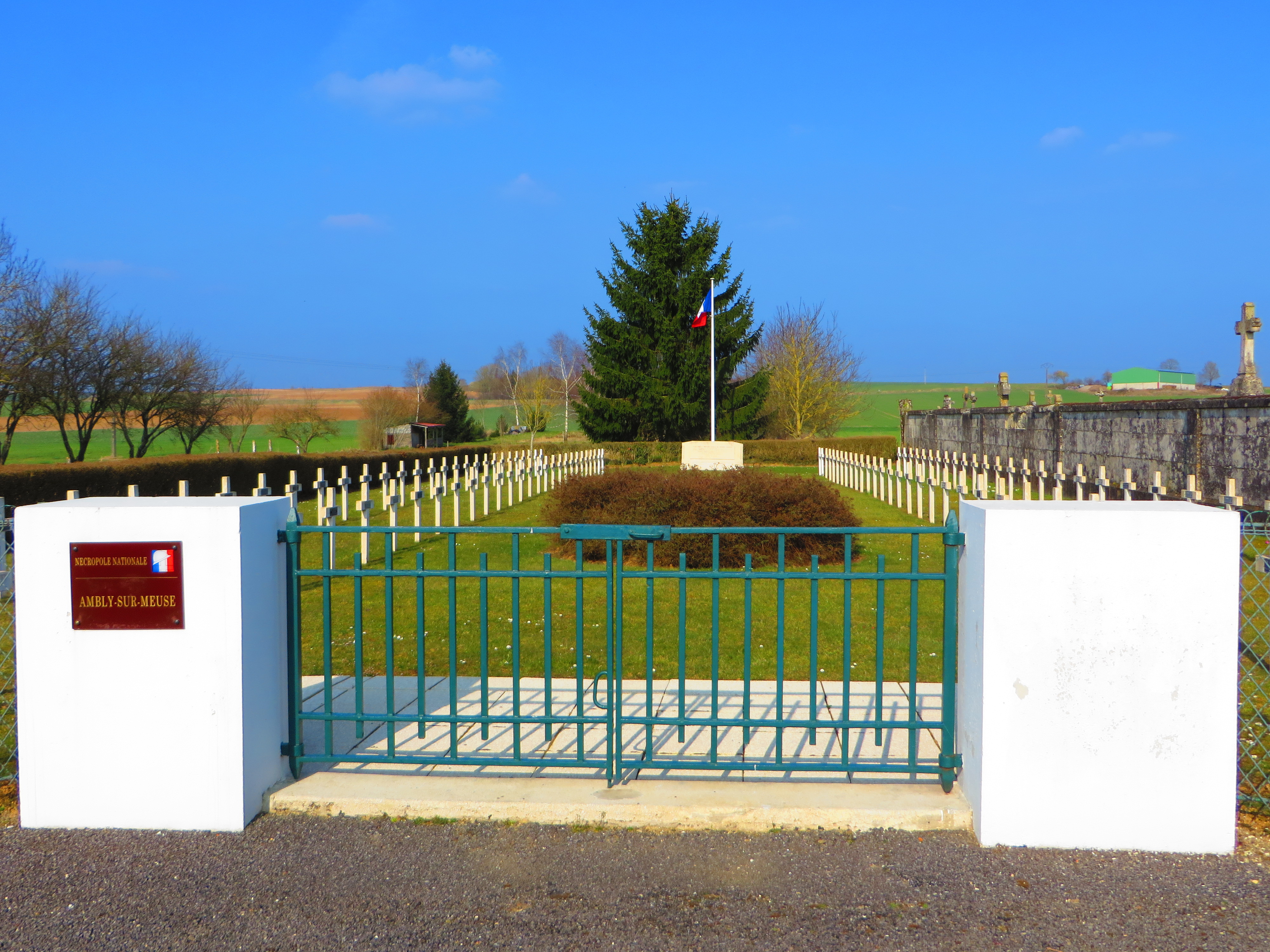
Französischer Soldatenfriedhof

- Friedhofskapelle
- Französischer Soldatenfriedhof